# Fistulinella guzmaniana
Fistulinella guzmaniana är en svampart som beskrevs av Singer, J. García & L.D. Gómez 1991. Fistulinella guzmaniana ingår i släktet Fistulinella och familjen Boletaceae.   Inga underarter finns listade i Catalogue of Life.